# De dood van een minister
De dood van een minister is een hoorspel van Georg Heine. Der Tod des Ministers werd op 16 april 1969 door de Norddeutscher Rundfunk uitgezonden. Nina Bergsma vertaalde het en de NCRV zond het uit op maandag 1 september 1975, van 22:54 uur tot 23:55 uur. De regisseur was Ab van Eyk.

## Rolbezetting
- Bob Verstraete (Benda)
- Willy Brill (mevrouw Benda)
- Frans Somers (Planchet)
- Willy Ruys (officier)
- Paul van der Lek (Krov)
- Jan Borkus (Töpffer)
- Huib Orizand (Bekker)
- Trudy Libosan (mevrouw Vodnick)
- Bert van der Linden (chauffeur & contactman)
- Frans Vasen (Dr. Katona)
- Floor Koen (beambte & wacht)
- Joke Reitsma-Hagelen (kelnerin)
- Cees van Ooyen (soldaat)

## Inhoud
Met de staatsbegrafenis van de minister lijkt alles voorbij te zijn. In het officiële communiqué wordt als doodsoorzaak zelfmoord opgegeven, maar voor commissaris bij de recherche Benda volstonden de weinige minuten die hij als eerste bij het lijk doorbracht alvorens de staatsveiligheidsdienst het geval overnam, om aan dat communiqué te twijfelen. Op eigen houtje probeert hij meer over de dode te weten te komen en na een tijd wijst alles in de richting van een moord. De beambte stuit echter al snel op de vraag of het individu een onderzoek tegen de staat kan instellen, of hij überhaupt politiek kan handelen zonder op een collectief te steunen. Het stuk speelt zich af in een totalitaire staat, waarin door een groep een mate van liberalisering nagestreefd wordt. Welk wapen is het plichtsgevoel van een beambte in de strijd tegen de politieke macht die zelfs niet terugschrikt voor moord?